# Novemberfestivalen
Novemberfestivalen är en årligt återkommande filmfestival för unga svenska filmare, och har arrangerats på Folkets Hus Kulturhuset i Trollhättan varje år sedan starten 1996.
Festivalen föregås varje år av 19 regionala uttagningar runt om i landet och tävlingsmomentet utgör en nationell final, SM i ung kortfilm. Varje år visas över 40 filmer med maximal längd om 15 minuter. Filmerna tävlar fr.o.m. 2011 i åldersklasserna "mellanvikt" (16–19 år) och "tungvikt" (20–26 år) och bedöms av en kvalificerad jury. Utöver tävlingsprogrammet och den avslutande prisutdelningen anordnas seminarier, workshops och festligheter.
Exempel på tidigare jurymedlemmar: Lukas Moodysson, Björn Runge, Lisa Munthe, Josef Fares, Anita Oxburgh, Emma Gray Munthe, Catti Edfeldt.
Exempel på unga filmare som uppmärksammats som vinnare under Novemberfestivalen: Josef Fares, Andja Arnebäck, Nanna Huolman,  Jens Jonsson, Teresa Fabik, Manuel Concha, Andreas Öhman.

## Uttagningsfestivaler
- Blekinge, Kalmar och Kronobergs län: TellUs Filmfestival
- Dalarnas län: Dalarnas videofestival
- Gotlands län: Gotlands kortfilmfestival
- Gävleborgs län: Exit Filmfestival
- Hallands län: PLAY
- Jämtlands län: Jämtlands uttagning till Novemberfestivalen
- Jönköpings län: TellUs Filmfestival
- Norrbottens län: Ung Film
- Skåne län: Pixel kortfilmfestival
- Stockholms län: STOCKmotion filmfestival
- Sörmlands län: FRAME.
- Uppsala län: FOCUS
- Värmlands län: Filmörnen
- Västerbottens län: Västerbottens amatörfilmfestival
- Västernorrlands län: Story Filmfestival
- Västmanlands län: Filmfesten
- Västra Götalands län: Frame
- Örebro län: Josef
- Östergötlands län: Guldsvanen under Norrköping Filmfestival Flimmer